# IMusic1
 (janvier 2012).
Si vous disposez d'ouvrages ou d'articles de référence ou si vous connaissez des sites web de qualité traitant du thème abordé ici, merci de compléter l'article en donnant les références utiles à sa vérifiabilité et en les liant à la section « Notes et références ».
IMusic1 (connue également sous les noms de iM1 ou iMusic TV) est une chaîne de télévision musicale allemande, créée et diffusée pour la première fois le 24 mai 2006 à Francfort-sur-le-Main. La chaîne iM1 a cessé d'émettre définitivement en août 2014, suivie par la chaîne iM1 Hits le 1er septembre 2014.